# 伊爾根覺羅氏
伊尔根觉罗氏（穆麟德轉寫：Irgen Gioro hala），又作依尔根觉罗氏、宜尔根觉罗氏、民觉罗氏，是满洲著姓覺羅氏的分支，位列满族八大姓之一。赫哲和在清代属于佛满洲的“陈锡伯”也有此姓。
伊尔根觉罗氏传说为被金人掳走的北宋宗室后裔，还有一部分来自清朝皇帝赐姓。明朝末期，伊尔根觉罗氏各家族主要分布于穆溪、叶赫、兴堪、呼讷赫、瓦尔喀、松花江、阿库里等地区，在清太祖努尔哈赤崛起的过程中相继归附。清朝时期，伊尔根觉罗氏世家贵族、文臣武将等著名人士甚多。民国以后，伊尔根觉罗氏多因起源传说或觉罗的近似发音而使用“赵”为汉姓。
根据《钦定皇朝通志》记载，“宗室、觉罗之外，有民觉罗氏”，所以伊尔根觉罗氏在广义上也可以泛指爱新觉罗氏之外所有非皇族的“民觉罗氏”，史籍中亦常见其他民觉罗人士被称为伊尔根觉罗氏的情况。

## 历史

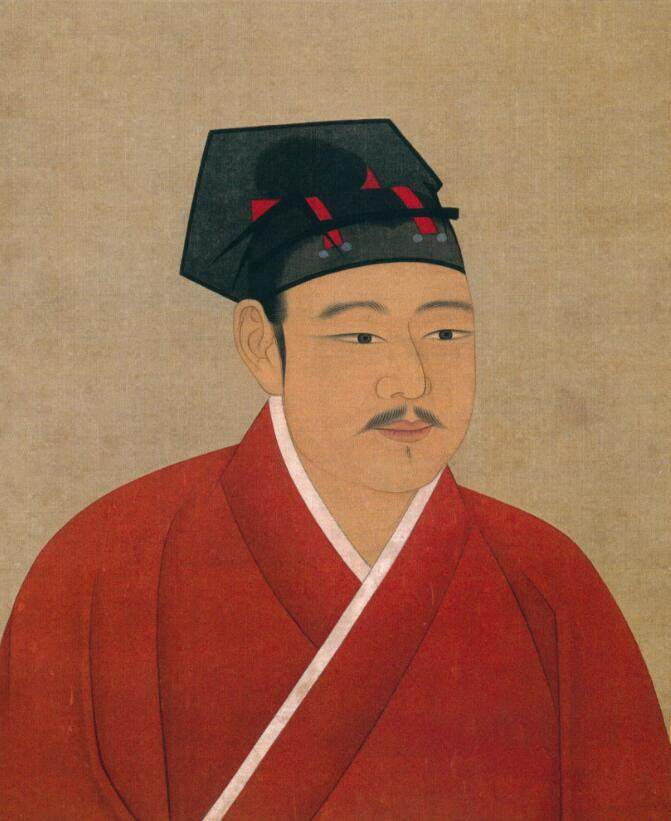
宋徽宗赵佶

伊尔根觉罗氏的起源尚无定论，据一种自清代起即广为流传的说法称其先为靖康之变中被金国俘获的宋徽宗、钦宗等北宋宗室，因有民公之封（一说贬为平民），故名“民觉罗”。另一种来源为清朝皇帝赐姓。皇帝赐姓的对象主要有宠臣、功臣、新附部众等，其所赐之觉罗氏多上加民字以不同于国姓爱新觉罗。太宗朝八壮士之一的腾起是其中较为知名的一例，其本姓兆佳，父满平阿被努尔哈赤赐姓觉罗，此后改为伊尔根觉罗氏。
明末清初，伊尔根觉罗氏有340户，主要分布于穆溪、叶赫、嘉木湖、兴堪、撒尔湖、呼讷赫、雅尔湖、乌喇、瓦尔喀、松花江、阿库里、佛阿拉、哈达等地。其余散居长白山、辉发、讷殷、瓦湖木、扎库木、穵哄萼漠、宁古塔、杭佳、董鄂、东、虎尔哈、马察、沈阳、沙济、绥分、索尔和碧汉、铁岭、那木都鲁、哈尔敏、赖布村、瓦尔吉和屯、雅哈、讷殷布尔哈图、锡尔门、讷殷江、黑龙江、汪秦、额尔敏、勒福河、小西门、舒赫德、广宁、海佳、苏巴尔汉、辽河、瓦里湖、阿和罗、库伦、岡子、蜚悠城、界凡、鄂多里、爱哈、穆赫林、喇哈村、西巴里城、哲音、穆齐里、鳌硕、觉佳沟、萨楚库山、贝登、二格村、板城、伊尔哈、呼努浑河、费德里哈达、大杨尔屯、苏克苏浒河、阳古屯、萨克苏和罗、赫门、师师和罗、东安、多巴库、安福和罗、敦都、屯图、罗罗、俄莫和苏鲁、道开、巴尔达鄂林村、尼马察、苏克德、哈尔萨、觉罗禅、萨克达、萨穆拉达、雷佳堡、李佳堡、清堪俄莫、安图瓜尔佳、福齐希美佛赫、额尔景、商颜哈达、红山口、牛庄、萨克苏、穆湖哈达、安巴觉尔察喇、福齐希和、瑚普察、吉林乌喇、瓦色、和宁、完颜、老寨子。不同支系伊尔根觉罗氏之间的亲属关系非常模糊，虽然不同世居地之间也有同宗的情况存在，但更多情况下并无明确关联，甚至同一世居地的伊尔根觉罗氏也未必同宗。
伊尔根觉罗氏在清代位列五爵者中较为知名的有正蓝旗穆溪穆昆阿尔塔什家族的一等子兼一云骑尉阿尔津、一等子阿山；镶黄旗叶赫穆昆的三等子图鲁什、二等男偏俄；正黄旗撒尔湖穆昆瓜喇家族的二等男喀恺等。其中，由于阿尔塔什家族为建立清朝所做的贡献可与诸多功勋世家并列，因此也拥有较高的政治地位。五爵之外，伊尔根觉罗氏获封轻车都尉、骑都尉、云骑尉等世职者不计其数，并在八旗之中拥有40个佐领世职。此外，伊尔根觉罗氏还有多位皇帝妃嫔，其中清太祖侧妃伊尔根觉罗氏生饶余郡王阿巴泰、清太宗庶妃伊尔根觉罗氏生辅国公常舒。
部分伊尔根觉罗氏因世居地或世居地的迁移而改变姓氏，例如巴雅拉、蒙鄂罗、董鄂、赖布、希卜鲁、嘉穆瑚觉罗、穆奇觉罗等姓氏即由此而来。清中后期至民国以后，伊尔根觉罗氏主要依据起源传说和汉语的近似语音而使用“赵”（穆麟德轉寫：Joo）为汉姓，其余多使用顾、伊、萨、佟、公、兆、曹、包、哲、席、于、葛、马、高、胡、陈、白等汉姓。

## 清代主要世家

### 阿尔塔什家族
世居穆溪（穆麟德轉寫：Muki，今新宾满族自治县木奇镇）的阿尔塔什家族在《八旗满洲氏族通谱》伊尔根觉罗氏各家族中名列第一位，也被认为是八旗中较为显赫的功勋世家之一。因世居地的缘故，家族姓氏又作穆奇觉罗氏。阿尔塔什早年率领七个村子的人口归附努尔哈赤，努尔哈赤将族姐嫁给他，因此又称“额驸阿尔塔什”。其原有部众依照佐领形式改编，主要隶属于满洲正蓝旗第四参领第七、八佐领，第五参领第四、六、七、十二、十三佐领。阿尔塔什长子阿山从征辽东、永平、山海关等地，因战功封一等子，世袭罔替，其后人乾隆年间定袭一等男；阿尔塔什次子阿达海曾任扎尔固齐，位列十六大臣；三子济尔海任都统；四子噶賚原任副都统兼佐领。阿尔塔什之孙夸札尚清太宗第六女，为固伦额驸；札塔因战功封屡次晋封至二等轻车都尉；其余诸孙托伦、费扬古、岳博、漠尔浑、噶尔柱均任护卫。阿尔塔什曾孙延布为和硕额驸，其余诸曾孙、四世、五世孙多任护卫、参领、佐领、护军校、城守尉、笔帖式等官职。
阿尔塔什之弟齐玛塔也跟随其兄归附努尔哈赤，任二等侍卫。齐玛塔之子阿尔津曾任大将军，因战功屡次晋封为一等子兼一云骑尉，乾隆年间定其后人三等子世袭罔替。齐玛塔未袭爵之诸孙库穆络礼、满色均任护军参领、玛库任七品官、阿林任长史、卓博任前锋参领。齐玛塔诸曾孙、四世孙多任佐领、典仪、侍卫、骁骑校等官职。

### 图鲁什家族
图鲁什家族世居叶赫，族人主要被编隶属于满洲镶黄旗第五参领第七、八、九佐领。图鲁什在后金军中有“骁勇冠军”之称，每战必为先锋，因战功屡次晋封为三等子，长子巴什泰袭爵后一度进封为三等侯，乾隆年间定其爵位为一等子世袭罔替。图鲁什次子拉什泰任官头等侍卫。诸孙未袭子爵之位者有参领兼佐领博尔屯；曾孙宝云任三等侍卫兼佐领、武世宝任佐领；元孙兆荣任佐领、兆善为荫生。
图鲁什之弟偏俄与其兄一同归附努尔哈赤，起初以佐领身份管理牧场，因管理有方屡次晋封至二等男，由其三子色赫承袭，乾隆年间定世职为一等轻车都尉。偏俄之长子巴晋泰官至工部侍郎、次子萨哈廉、四子尼堪官至护军参领、五子倭赫任头等侍卫兼佐领。偏俄之孙阿玉玺、六十任职员外郎、罗明任笔帖式；曾孙赫格、伊拉齐、元孙龄德、龄昌任笔帖式、赫星任佐领；四世孙罗多和任六品官。

### 巴雅尔图家族
巴雅尔图家族世居叶赫，与同地的图鲁什属不同家族。其族人主要被编隶于满洲镶黄旗第三参领第十七佐领、第四参领第七佐领；正黄旗第三参领第八佐领、第五参领第一、二佐领；蒙古正蓝旗右参领第四、五佐领。巴雅尔图本人隶正黄旗，从征辽东因战功晋封至三等轻车都尉，宁远之战中阵亡，由长子阿斋袭职。其弟额色袭职时因战功加恩诏加至三等男，后由其从弟桂尼分袭三等轻车都尉；额色长子纳尔瑚泰也分袭三等轻车都尉，纳尔瑚泰之子常清袭职时改袭云骑尉。此外，巴雅尔图第六子费扬古官至六品。巴雅尔图其余诸孙多任云骑尉、步军总尉、郎中、佐领等官职，其中济格尔任护军校从征四川阵亡，追赠骑都尉由后人承袭。巴雅尔图诸曾孙多任侍卫、笔帖式、员外郎、护军参领等。
巴雅尔图同族萨穆禅、都坦与其同时归附，隶满洲正黄旗。二人曾孙、元孙、四世、五世孙辈多担任骁骑校、笔帖式、防御、主事、护军参领等官职，其中萨穆禅四世孙伟璱官至盛京工部侍郎。
巴雅尔图同族富拉塔、王山、安达理、和络穆于天聪时期归附后金，编隶于镶黄旗。富拉塔曾任佐领，其子莽吉图从征北京、山东、锦州、松山、杏山等地，后跟随清军入关击败农民军，因战功多次晋封至三等轻车都尉，官至副都统，其后人改袭骑都尉。富拉塔其余诸孙任护军参领、侍卫骁骑校；曾孙辈任参领、佐领、护军校、笔帖式，其中莽鹄立官至镶白旗满洲都统、署理工部尚书兼任佐领。元孙莽泰、翰班等任员外郎。王山、安达理、和络穆之后裔多担任佐领、笔帖式、骁骑校、护军校、步军校等官职。

### 朱瑚达家族
朱瑚达世居兴堪（今中俄边境兴凯湖地区），本为当地部长，后金初年率部归附努尔哈赤，授骑都尉，子弟编为佐领仍使朱瑚达统领，主要编隶于满洲正蓝旗第一参领第十、十一佐领。其子毕辂以佐领身份从征黑龙江、北京、山东、九江府等处立功，授云骑尉三遇恩诏加至三等轻车都尉，其嫡裔以云骑尉世袭。朱瑚达之孙、曾孙、元孙、四世孙多担任参领、佐领、中书、笔帖式、员外郎等官职。其中曾孙满丕为佐领，官至都统。满丕之孙苏昌、曾孙富纲皆官至总督，富纲之子嵩溥官至绥远城将军。
朱瑚达之弟阿克善与其兄一同归附，任骁骑校。其子孙后裔多担任佐领、步军校、副护军校、护军校、郎中、笔帖式、员外郎等官职。其中阿克善曾孙武达色以前锋校身份从征准噶尔阵亡，赠云骑尉，因无嗣由其侄伊林袭。
朱瑚达同族叶穆柱、奇努、党淑、哲库愼等也与朱瑚达同时归附并同隶正蓝旗，其中叶穆柱授骑都尉。他们的后裔大多担任佐领、防御、主事、笔帖式、侍卫、长史等官职，其中叶穆柱之孙黄塔曾任委署护军校，在三藩之乱中随清军收复浙江、福建，直捣云南，授云骑尉世职，因无嗣，由从弟、头等侍卫罗密承袭。

### 噶盖家族
噶盖家族世居呼讷赫（今吉林省东部至俄罗斯滨海边疆区南部一带），于努尔哈赤创业早期归附，家族初隶满洲镶黄旗，后改为镶红旗，族人多分布于该旗第二参领十一、十二、十三佐领，第四参领第十七、十八佐领。噶盖官至扎尔固齐，地位仅次于五大臣，曾奉命创制满文。噶盖长子武善曾任工部参政，次子布善官至护军统领，因战功授骑都尉，布善之子夸札官至都统，袭职后三遇恩诏加至二等轻车都尉，又在三藩之乱中立功，加封一等轻车都尉，其后裔定袭骑都尉兼云骑尉。噶盖其余孙辈、曾孙、元孙、四世孙等多担任佐领、员外郎、主事等官职，其中噶盖之孙瓦尔达官至西安副都统。
噶盖从弟孟格图、伯祖阿尔哈巴颜同隶镶红旗。孟格图因军功授骑都尉，由次子绰内承袭，其后嗣在袭职过程中因遇恩诏曾一度加封至二等轻车都尉，后来定袭骑都尉。孟格图其余诸孙、曾孙、元孙辈等多担任御史、护军参领、郎中、佐领、笔帖式、骁骑校等官职。阿尔哈巴颜之孙外图库任三等护卫、富山任骁骑校；曾孙、元孙、四世、五世、六世孙辈多担任御史、护军校、骁骑校、笔帖式、护卫等官职，其中曾孙苏完拜官至参领，因战功授骑都尉，其后人袭爵时曾遇恩诏一度加至三等轻车都尉，后定为世袭云骑尉。

### 赫臣家族

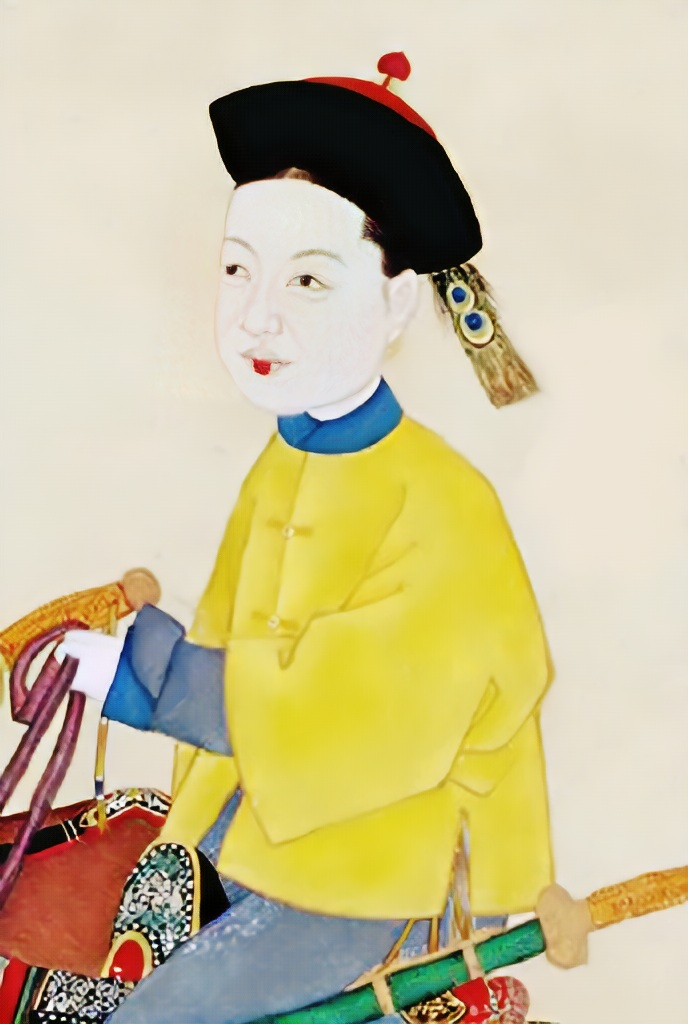
英嫔（玶常在）骑马像

赫臣世居瓦尔喀（今吉林省延吉市以北图们江流域以及珲春市部分区域），在努尔哈赤创业初期率领族人归附，其家族主要被编隶于满洲正黄旗第三参领第十二、十三佐领。赫臣曾奉命出使叶赫被拘杀，天命四年（1619年）后金灭亡叶赫后，努尔哈赤令赫臣之子克福手刃仇人。克福任佐领，天聪八年授骑都尉，升吏部理事官，因战功和恩诏加至三等轻车都尉，最终官至陵寝总管。其孙凯音布袭职，官至户部尚书、议政大臣。凯音布之子喀尔吉善袭职时削去恩诏所加之职承袭骑都尉，官至闽浙总督加兵部尚书衔，死后入祀贤良祠。喀尔吉善之子定长亦官至总督，孙鄂云布官至巡抚。克福另一子喀齐兰从征舟山、湖广，官至副都统，喀齐兰次子法保亦官至副都统；四子达尔汉任委署护军参领，从征噶尔丹立功授云骑尉世袭；第六子阿萨那官至锦州副都统兼大凌河总管。喀齐兰其余后裔多担任佐领、侍卫、郎中、笔帖式、御史、防御等官职。
赫臣其余诸孙、曾孙、元孙、四世孙辈多任佐领、赞礼郎、员外郎、郎中、步军校、护军校、骁骑校、防御、给事中、笔帖式、司狱等官职。其中赫臣之孙托尔弼任官参领，在三藩之乱中因战功授云骑尉，因无嗣由其亲伯之孙扎禄世袭。道光年间尚书成格为赫臣后裔，其曾孙女玶常在为咸丰帝后宫之一。
赫臣同族卓礼喀同隶正黄旗，其孙伊桑阿进士出身，官至文华殿大学士兼吏部尚书，入祀贤良祠。伊桑阿长子伊都善任副都统、次子伊克善任御史、第三子伊都立官至山西巡抚。伊都立之子福增额为怡亲王胤祥女婿，封和硕额驸，官至驻防将军。伊桑阿之孙福鼐、伊伦任笔帖式、明福现任员外郎。卓礼喀之孙、伊桑阿之兄璧桑阿后裔多担任侍卫、防御、鸣赞、郎中、主事、骁骑校等官职。

### 顾乔家族
顾乔世居松花江，原名农达理，曾帮助努尔哈赤部下解围而赐名科球，因与农达理祖父同名，故改为顾乔。顾乔长子顾纳禅从征大同率先登城，赐巴图鲁号，特授骑都尉。清军入关时击败农民军、南明等势力加封三等轻车都尉。长子顾苏袭职时遇恩诏授为二等轻车都尉。因顾苏之子佛岳无嗣，所以由其叔顾八代袭职。顾八代官至礼部尚书，赠太师，入祀贤良祠，其子顾俨袭职时改袭三等轻车都尉。顾俨之子顾琮官至总督。顾八代后裔在清朝时期即以其名为氏使用“顾”为汉姓。
顾乔之次子罗多理从征云南有功授云骑尉，因无嗣由其侄孙顾侃袭职；顾乔之孙依素以七品官身份在三藩之乱中攻广东马雄部阵亡，赠云骑尉世袭。顾乔其余曾孙、元孙、四世孙辈多担任郎中、笔帖式、主事等官职。
顾乔同族雅尔布、苏宁阿同隶满洲镶黄旗。其二人分别移居虎尔哈、东寨地方改姓蒙鄂络氏、巴雅喇氏，后认祖归宗仍恢复伊尔根觉罗原姓，天聪年间归附后金。雅尔布因功授骑都尉，因无嗣由亲弟翁阿岱及其长子承袭。翁阿岱之次子、孙、曾孙任笔帖式、协领等官职。苏宁阿任二等侍卫，其子精尼喀为三等侍卫，参与三藩之乱，随清军直捣云南城下，授骑都尉世袭。苏宁阿之孙苏尔图任笔帖式、曾孙希贤生员出身。

### 奇雅穆家族

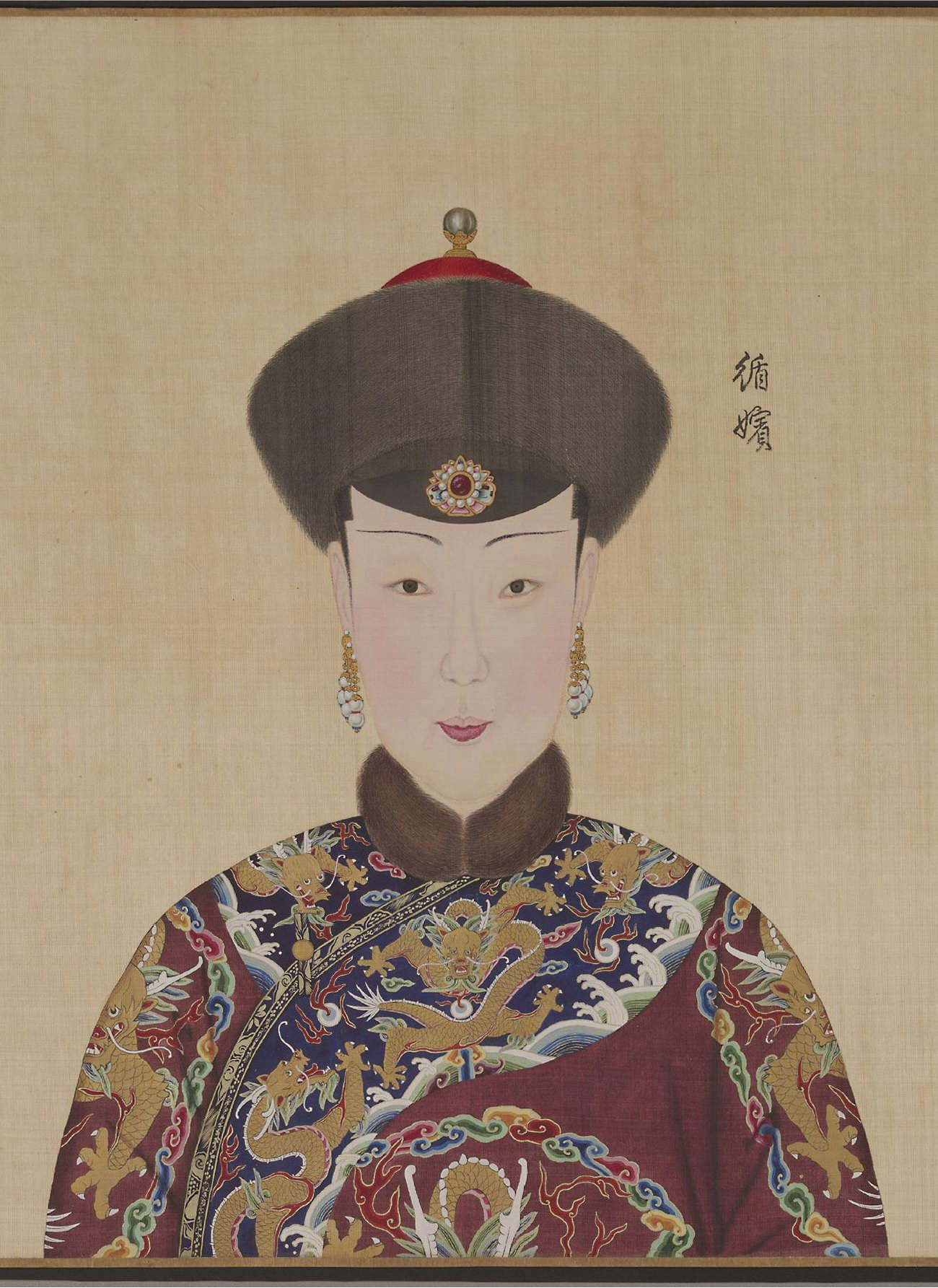
循贵妃伊尔根觉罗氏，时为循嫔

奇雅穆世居阿库里（今俄罗斯乌苏里江上游阿库里河地区），努尔哈赤创业初期归附，隶镶红旗，任三等侍卫。奇雅穆之孙奇努从征山西芮城县首先登城，赐巴图鲁，授骑都尉，此后两遇恩诏加至三等轻车都尉，于四川于朝天关等处立功再晋为二等轻车都尉。奇努之子胡世霸袭职，从征噶尔丹立功授一等轻车都尉，官至都统，其后裔改为世袭骑都尉。奇雅穆其余后裔多任佐领、护军校、骁骑校、员外郎等官职，其中曾孙胡世图官至都统。奇雅穆同族塔灵阿之六世孙董智任骁骑校、和隆武任副护军参领、夺魁任八品官。
奇雅穆同族胡成额、伊普星阿隶镶蓝旗。胡成额元孙屯多任护军校；四世孙都喀士任博士；五世孙海塞任挈壶正，满都原任工部尚书，夸柱任护军校；六世孙礼柱任中书，同泰任郎中，春山为壬辰科进士、任翰林院庶吉士、内阁学士兼礼部侍郎、盛京兵部侍郎；七世孙多为佐领、员外郎等职，其中鹤年为丙辰科进士，官至总督，入贤良祠。鹤年之子桂林亦官至总督，桂林之女嫁乾隆帝，封循贵妃。伊普星阿封云骑尉，其子西柱、其孙索尔和等承袭。

### 其他
伊尔根觉罗氏其他较为知名的世家还有世居嘉木湖的镶白旗噶哈善哈思瑚家族，噶哈善哈思瑚本为嘉木湖部长，其本人与兄纳木占、同族镶黄旗拉哈等均有世职。世居撒尔湖的正黄旗瓜喇家族和世居穵哄萼的正白旗尹达瑚齐家族与噶哈善哈思瑚为同宗，其中瓜喇之子喀恺因松锦、入关等战役中获得的战功封二等男。世居呼讷赫的正蓝旗纳齐布、正红旗温察家族也有多人拥有世职，其中温察之孙莫洛官至武英殿大学士，三藩之乱时出任陕西经略，不久在兵变中阵亡，清廷赠其后人世袭骑都尉兼云骑尉。
此外，世居叶赫的正蓝旗金泰、世居佛阿拉的镶黄旗塞楞鄂哈思虎、世居札库木的正白旗格布库、世居穵哄萼漠的正白旗尹达瑚齐、世居赖布村的正黄旗萨琥、世居索尔和碧汉的正红旗巴岱、世居讷殷的镶黄旗福禄等数十个支系有轻车都尉、骑都尉或云骑尉世职。其中金泰次子哈占官至尚书；塞楞鄂哈思虎五世孙华善官至巡抚；萨琥之子沙纳哈，因战功获巴图鲁号、授骑都尉世职、位列议政大臣；巴岱五世孙三宝为军机大臣；福禄曾孙傅腊塔官至尚书，特赠骑都尉。至清中后期，伊尔根觉罗氏的知名人士还有世居吉林的副都统乌什哈达、伊勒通阿、将军金顺、连顺兄弟；世居叶赫的尚书长庚等，其中乌什哈达、金顺因战功分别授轻车都尉、云骑尉世职。

## 近现代人物
近现代伊尔根觉罗氏较为知名的人物有画家、敦煌研究所所长、杭州驻防云骑尉世家出身的常书鸿；东北人民革命军游击大队长赵文喜；两栖动物和爬行动物学家、中科院院士、成都驻防后裔赵尔宓等。

## 分子人类学研究
由于伊尔根觉罗氏自身来源的多样性，父系基因研究检测结果显示分别有来自C-TYT61432，C-MF380183和O-CTS723单倍群的样本记录。其中C-TYT61432的上游单倍群C-F3830被一些分子人类学研究学者认为对当代蒙古语族和满语族人群有重要遗传贡献。